# Ascotis lutescens
Ascotis lutescens là một loài bướm đêm trong họ Geometridae.